# 1. Volleyball-Club Wiesbaden 2015-2016
Questa voce raccoglie le informazioni riguardanti il 1. Volleyball-Club Wiesbaden nelle competizioni ufficiali della stagione 2015-2016.

## Organigramma societario
Area direttiva
- Presidente: Georg Kleinekathöfer

Area tecnica
- Allenatore: Dirk Groß
- Allenatore in seconda: Christian Sossenheimer
- Scout man: Detlev Schönberg

Area sanitaria
- Fisioterapista: Bettina Kammer, Andrea Schmidt, Kristin Zissel

## Rosa
| N° | Nome                   | Ruolo | Data di nascita  | Nazionalità sportiva |
| -- | ---------------------- | ----- | ---------------- | -------------------- |
| 2  | Annalena Mach          | S/O   | 1º giugno 1995   | Lussemburgo          |
| 4  | Tanja Großer           | S     | 27 novembre 1993 | Germania             |
| 5  | Alyssa Longo           | L     | 4 ottobre 1991   | Stati Uniti          |
| 6  | Rebecca Schäperklaus   | C     | 2 luglio 1991    | Germania             |
| 7  | Esther van Berkel      | S     | 31 agosto 1990   | Paesi Bassi          |
| 9  | Celin Stöhr            | C     | 22 novembre 1993 | Germania             |
| 10 | Kaisa Alanko           | P     | 3 gennaio 1993   | Finlandia            |
| 11 | Elizabeth Hintemann    | S/O   | 6 luglio 1984    | Germania             |
| 14 | Iveta Halbichová       | P     | 19 dicembre 1989 | Rep. Ceca            |
| 15 | Jennifer Pettke        | C     | 29 maggio 1989   | Germania             |
| 16 | Delainey Aigner-Swesey | S     | 14 marzo 1992    | Stati Uniti          |
| 17 | Elena Steinemann       | S     | 8 dicembre 1994  | Svizzera             |